# 诺瓦斯科舍省政府
诺瓦斯科舍省政府是加拿大诺瓦斯科舍省的省级政府。广义上由省立法机关、省行政机关和省司法机关组成；狭义上特指省行政机关。

## 立法机关
诺瓦斯科舍省议会是诺瓦斯科舍省的立法机关，负责加拿大宪法和其他法律规定的属于本省管辖范围内的立法工作，监督本省行政机关等事务。

## 行政机关

### 省行政会议（内阁）
省行政会议（内阁）由省长、省行政机关各组成部门主管（各厅厅长）及其他必要人员组成。内阁成员由省长向省督建议，由省督任命；内阁成员通常为省议会议员。
本届省行政会议现时组成人员共18人。

### 省行政机关的组成部门
现时省行政机关的组成部门共有19个。
- 诺瓦斯科舍省农业厅
- 诺瓦斯科舍省交流、文化和遗产厅
- 诺瓦斯科舍省教育和早教发展厅
- 诺瓦斯科舍省环境厅
- 诺瓦斯科舍省渔业和水产厅
- 诺瓦斯科舍省政府事务厅
- 诺瓦斯科舍省司法厅
- 诺瓦斯科舍省土地和林业厅
- 诺瓦斯科舍省公共服务委员会
- 诺瓦斯科舍省交通和基础设施建设厅
- 诺瓦斯科舍省商务厅
- 诺瓦斯科舍省社群服务厅
- 诺瓦斯科舍省能源和矿业厅
- 诺瓦斯科舍省财政和省国库委员会
- 诺瓦斯科舍省卫生和健康厅
- 诺瓦斯科舍省内部服务厅
- 诺瓦斯科舍省劳工和高等教育厅
- 诺瓦斯科舍省市政事务厅
- 诺瓦斯科舍省老年人事务厅

### 省属局和委员会
现时共有直管、半独立和独立运作的省属局、委员会及其它机构95个。

## 司法机关
诺瓦斯科舍省的最高法院为诺瓦斯科舍省最高法院，省上诉法院为诺瓦斯科舍省上诉法院。